# (28890) Gabaldon
(28890) Gabaldon ist ein Asteroid des mittleren Hauptgürtels, der am 27. Mai 2000 im Rahmen des LONEOS-Projektes des Lowell-Observatoriums in Arizona entdeckt wurde. Sichtungen des Asteroiden hatte es vorher schon gegeben: im März und April 1995 unter der vorläufigen Bezeichnung 1995 FK19 an der Anderson Mesa Station des Lowell-Observatoriums und am 12. und 16. Februar 1999 am Lincoln Laboratory ETS auf der White Sands Missile Range in New Mexico (1999 CH64).
Der mittlere Durchmesser des Asteroiden wurde mithilfe des Wide-Field Infrared Survey Explorers (WISE) grob mit 2,888 (± 0,525) km berechnet, die Albedo ebenfalls grob mit 0,336 (± 0,178).
(28890) Gabaldon wurde am 5. Februar 2024 nach der US-amerikanischen Autorin Diana Gabaldon benannt, die vor allem durch ihre Highland-Saga bekannt ist.